# Бошмен, Ив
Ив Бошме́н (фр. Yves Beauchemin; род. 26 июня 1941, Руэн-Норанда, Квебек) — квебекский писатель-романист.
Получил степень бакалавра французской литературы и истории искусств в Монреальском университете в 1965 году. Преподавал литературу в Колледже Гарно (fr:Collège Garneau) и в университете Лаваля. Работал в монреальском издательстве, где начал писать эссе и рассказы для журналов и газет. В 1969 году занял должность исследователя при радио Квебека (fr:Radio-Québec).
Первый роман Бошмена L’enfirouapé (1974) получил премию «Франция-Квебек» (fr:Prix France-Québec). Его второй роман «Кот-проныра» (Le matou, 1981) стал бестселлером всех времён Квебека и был переведён на 17 языков. По роману в 1985 году был поставлен одноименный фильм. За свой третий роман «Жюльетта Померло» (1989) получил премию Жана Жёно.
В своих литературных произведениях Бошмен выступает как беспристрастный, но внимательный наблюдатель современного ему мира вокруг. Панорамные пейзажи его романов описывают колоритную жизнь улиц и отражают его увлечение творчеством таких классиков XIX века, как Бальзак, Диккенс, Достоевский и Гоголь.
В настоящее время живёт в городе Лонгёй.